# Liberijská vlajka

Liberijská vlajka
Poměr stran: 10:19

Vlajka Libérie je inspirována vlajkou USA, z jejichž popudu tato první černošská nezávislá republika v Africe roku 1847 vznikla.
Jedenáct horizontálních pruhů (šest červených a pět bílých) připomíná jedenáct signatářů Deklarace nezávislosti Libérie, modré čtvercové pole (karé) v levém horním rohu (zabírající šířku pěti pruhů) africký kontinent. Bílá pěticípá hvězda symbolizuje zářící světlo Libérie, historicky první černošskou republiku. Červená barva znamená udatnost, vroucnost a vytrvalost, bílá čistotu a modrá svobodu, právo, věrnost a úrodnost.

Vlajka liberijského prezidenta Poměr stran: 2:3

## Historie
První obyvatelé začali přicházet na území dnešní Libérie ze severu ve 12. století. Na konci 15. století přistáli na pobřeží Portugalci, kolonizaci začali Nizozemci v 16. století, později se připojili Francouzi a Angličané. V roce 1819 koupila Americká kolonizační společnost na Pepřonosném pobřeží (zahrnující území dnešní Sierry Leone a Libérie) ostrov Providence a blízké pozemky na pevnině. V roce 1821 byla založena osada Monrovia, dnešní liberijské hlavní město. V té době se v této americké osadě začaly vyvěšovat tehdejší americké vlajky, v té době se třiadvaceti hvězdami, později se čtyřiadvaceti.
9. dubna 1827 se postupně vznikající osady na pobřeží spojily do americké kolonie Libérie. Původní americká vlajka byla upravena do nové vlajky. Místo kantonu bylo na vlajce umístěno čtvercové karé, zabírající také sedm pruhů, ale místo hvězd neslo volný bílý řecký kříž.
Některé zdroje uvádějí i užívání vlajky s bílým latinským křížem, tedy s dvojnásobně dlouhým spodním ramenem (není obrázek).
V roce 1837 byla z osad kolonie Libérie vytvořena Federace liberijských osad. V roce 1845 došlo k incidentu, při němž Britové zadrželi liberijskou loď s pro ně neznámou vlajkou. Následkem bylo přijetí nové vlajky a vyhlášení nezávislosti (26. července 1847). Libérie se tak stala ojedinělým případem v historii, kdy změna vlajky byla v přímé souvislosti s vyhlášením nezávislosti. Tehdejší guvernér Joseph Jenkins Roberts pověřil výbor sedmi žen, které ušily novou vlajku. Vlajka byla zavedena a poprvé vztyčena 27. srpna 1847, a opět vycházela z vlajky USA. Počet pruhů klesl ze třinácti na jedenáct (6 červených a 5 bílých), tak aby korespondoval s počtem signatářů Deklarace nezávislosti. Modré karé zabíralo nyní 5 pruhů. Místo hvězd a později kříže v něm byla nově umístěna bílá pěticípá hvězda.
Rozměry vlajky, jejich prvků a barvy byly stanoveny až Zákonem o vlajce, schváleným liberijským zákonodárným sborem 11. dubna 1961. Do té doby byly užívány i vlajky s obdélníkovým kantonem a různých poměrů (např. 143:227).

Vlajka Spojených států amerických v Libérii (1821–1822) Poměr stran: 10:19
Vlajka Spojených států amerických v Libérii (1822–1827) Poměr stran: 10:19
Liberijská vlajka (1827–1847) Poměr stran: 10:19

## Den liberijské vlajky
Den vlajky (jeden z liberijských státních svátků) se slaví 24. srpna. Státní svátek byl vyhlášen 24. října 1915, kdy liberijský prezident podepsal zákon schválený parlamentem. Svátek nabídl obyvatelům příležitost oslavit národní vlajku jako symbol hrdosti, loajality a důstojnosti. Datum odkazuje na incident v roce 1845, kdy britská loď zadržela liberijskou loď s pro ně neznámou vlajkou, který vedl k vyhlášení nezávislosti. Jiný zdroj uvádí den jako datum vzniku liberijské vlajky, která byla navržena a vytvořena výborem vedeným paní Susannah-Lewisovou.

## Vlajky liberijských regionů

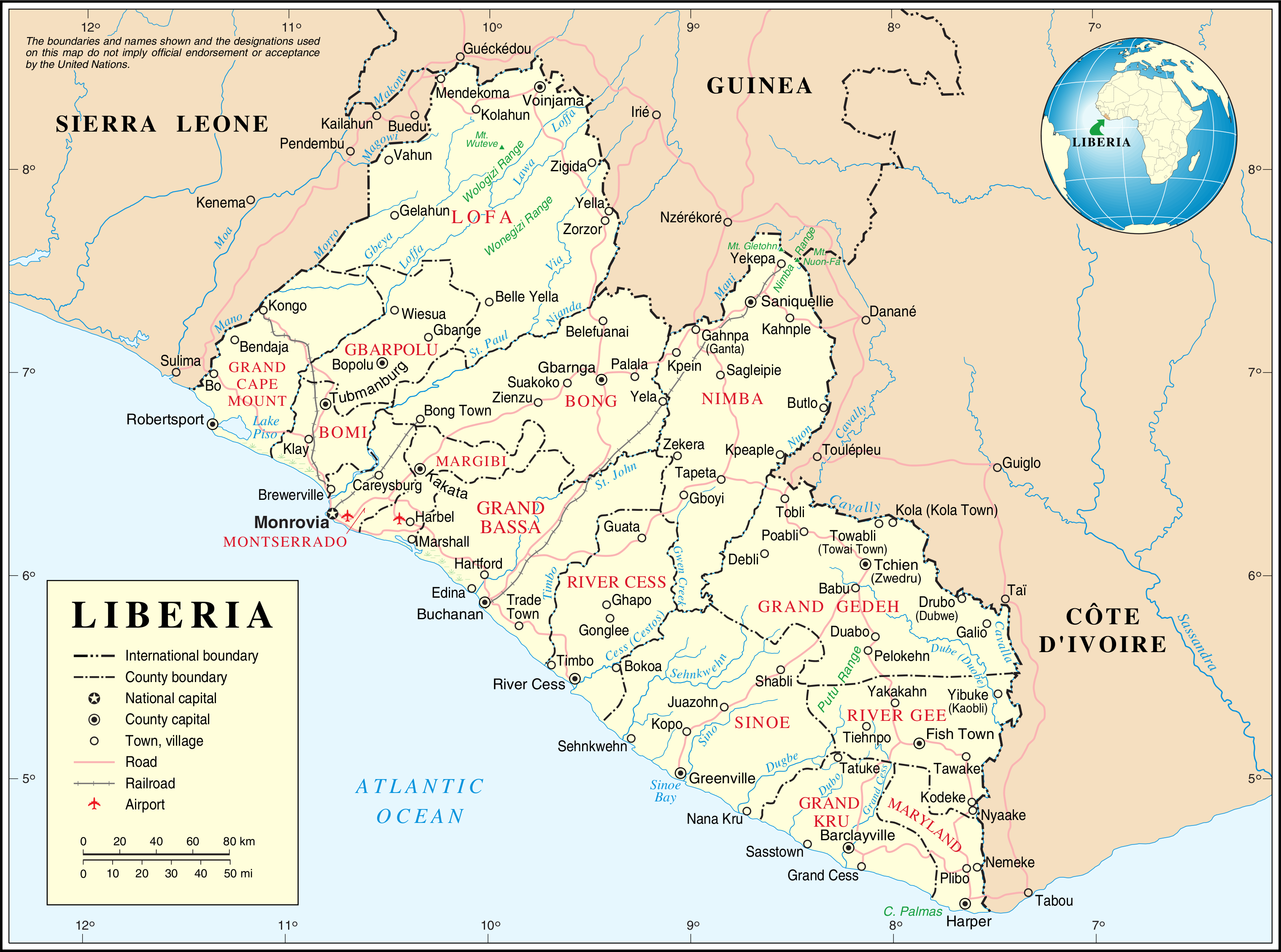
Mapa liberijských regionů

Libérie se člení na 15 regionů. Každý z nich má svou vlastní vlajku. Všechny regionální vlajky mají v kantonu umístěnou liberijskou vlajku.

Bomi Poměr stran: 3:5
Bong Poměr stran: 3:5
Gbarpolu Poměr stran: 3:5
Grand Bassa Poměr stran: 3:5
Grand Cape Mount Poměr stran: 3:5
Grand Gedeh Poměr stran: 3:5
Grand Kru Poměr stran: 3:5
Lofa Poměr stran: 3:5
Margibi Poměr stran: 3:5
Maryland Poměr stran: 3:5
Montserrado Poměr stran: 3:5
Nimba Poměr stran: 3:5
Rivercess Poměr stran: 3:5
River Gee Poměr stran: 2:3
Sinoe Poměr stran: 3:5